# Sporting Covilhã
Sporting Clube da Covilhã – portugalski klub piłkarski, grający obecnie w trzeciej lidze portugalskiej, mający siedzibę w mieście Covilhã.

## Historia
Klub został założony w 1923 roku. W 1948 roku klub po raz pierwszy w swojej historii wywalczył awans do pierwszej ligi. Pobyt w niej trwał przez dziewięć kolejnych sezonów. Klub trzykrotnie zajął 6. miejsce w lidze (1950, 1951, 1952) oraz jeden raz - 5. miejsce (1955/1956). W 1958 roku SC Covilhã wrócił do pierwszej ligi, a w sezonie 1961/1962 spadł z niej. W pierwszej lidze zaliczył również roczne epizody w sezonach 1985/1986 i 1987/1988.
W sezonie 1956/1957 SC Covilhã awansował do finału Pucharu Portugalii. Zagrał w nim w finale z Benfiką i przegrał 1:3.

## Sukcesy
- Segunda Divisão
  - mistrzostwo (5): 1947/1948, 1957/1958, 1986/1987, 2001/2002, 2004/2005

- Puchar Portugalii
  - finalista (1): 1956/1957

## Historia występów w pierwszej lidze
| Sezon     | Pozycja      | M  | Pkt. | Z  | R  | P  | GZ | GS |
| --------- | ------------ | -- | ---- | -- | -- | -- | -- | -- |
| 1948/1949 | 11.          | 26 | 20   | 9  | 2  | 15 | 50 | 59 |
| 1949/1950 | 6.           | 26 | 25   | 10 | 5  | 11 | 55 | 70 |
| 1950/1951 | 6.           | 26 | 26   | 13 | 0  | 13 | 62 | 53 |
| 1951/1952 | 6.           | 26 | 25   | 10 | 5  | 11 | 35 | 52 |
| 1952/1953 | 10.          | 26 | 20   | 7  | 6  | 13 | 38 | 54 |
| 1953/1954 | 7.           | 26 | 28   | 10 | 8  | 8  | 43 | 39 |
| 1954/1955 | 12.          | 26 | 20   | 8  | 4  | 14 | 32 | 53 |
| 1955/1956 | 5.           | 26 | 29   | 11 | 7  | 8  | 52 | 44 |
| 1956/1957 | 13. (spadek) | 26 | 18   | 7  | 4  | 15 | 33 | 62 |
| 1958/1959 | 8.           | 26 | 22   | 9  | 4  | 13 | 43 | 65 |
| 1959/1960 | 6.           | 26 | 22   | 8  | 6  | 12 | 32 | 49 |
| 1960/1961 | 9.           | 26 | 21   | 8  | 5  | 13 | 27 | 55 |
| 1961/1962 | 13. (spadek) | 26 | 17   | 6  | 5  | 15 | 30 | 48 |
| 1985/1986 | 16. (spadek) | 30 | 17   | 5  | 7  | 18 | 23 | 61 |
| 1987/1988 | 20. (spadek) | 38 | 21   | 5  | 11 | 22 | 30 | 70 |

## Reprezentanci kraju grający w klubie
Stan na czerwiec 2015
| - Rui Barros - César Brito - Fernando Cabrita - Domiciano Cavém - Óscar Duarte - Gregório Freixo - José Henrique - Josué - Gabriel Mendes - Jacques Pereira - Pizzi - Marco Abreu - Bruno Mauro - Tubia Ribeiro - Jason Davidson - Gang Wang - Kabwe Kasongo - André Simonyi - Adul Baldé - Sanussi Camara | - Mutaro Embalo - Ankyofnna Encada - Vladimir Gomes - Saido Indjai - Moía Mané - Euclides Mendes - Agostinho Soares - Alireza Haghighi - Okey Isima - Gégé - Gerson Duarte Lobo - Janício Martins - Adriano Miranda - Abdoulaye Ba - Gbassay Sessay - Orlando Monteiro - Alex Kakuba - Luwagga Kizito - Monduone N’Kama |

## Skład na sezon 2015/2016
| Nr | Poz. | Piłkarz          |
| -- | ---- | ---------------- |
| 1  | BR   | Igor Araújo      |
| 4  | OB   | Victor Massaia   |
| 6  | PO   | Nana Kouamou     |
| 7  | PO   | Elton Boketsu    |
| 8  | PO   | Zé Tiago         |
| 9  | NA   | Mailó            |
| 13 | OB   | Joel             |
| 17 | OB   | Edgar            |
| 20 | OB   | Tiago Moreira    |
| 22 | NA   | Tiago Mendes     |
| 23 | PO   | Gilberto         |
| 26 | NA   | Bilel Aouocheria |

| Nr | Poz. | Piłkarz                 |
| -- | ---- | ----------------------- |
| 27 | OB   | Samuel Cruz             |
| 30 | OB   | Agostinho Soares        |
| 33 | PO   | Xeka                    |
| 37 | OB   | Fábio Pais              |
| 53 | PO   | Flávio Paulino          |
| 99 | BR   | Pedro Taborda (kapitan) |
| -  | OB   | Vítor Carvalho          |
| -  | OB   | Zé Pedro                |
| -  | PO   | Tony Pogba              |
| -  | PO   | Fabinho                 |
| -  | PO   | Tatui                   |
| -  | NA   | Elenilson Garcia        |